# Beaucoudray
Beaucoudray település Franciaországban, Manche megyében. Lakosainak száma 136 fő (2022. január 1.). Beaucoudray Montabot, Moyon-Villages, Percy-en-Normandie, Tessy-Bocage és Villebaudon községekkel határos.

## Népesség
A település népességének változása:
| Lakosok száma | 188  | 131  | 119  | 141  | 152  | 141  | 132  | 126  | 129  | 136  |
|               | 1968 | 1982 | 1990 | 2006 | 2013 | 2015 | 2017 | 2019 | 2020 | 2022 |